# Čou-kchou
Čou-kchou (čínsky pchin-jinem Zhōukǒu, znaky 周口) je městská prefektura v Čínské lidové republice. Patří do provincie Che-nan. Celá prefektura má rozlohu 11 965 čtverečních kilometrů a v roce 2020 v ní žilo 9 milionů obyvatel.

## Poloha
Čou-kchou leží na východním okraji provincie Che-nan. Hraničí na jihovýchodě s Ču-ma-tienem, na západě s Sü-čchangem a Luo-cheem, na severu s Kchaj-fengem, na severovýchodě s Šang-čchiouem a na východě s provincií An-chuej.

## Správní členění
Městská prefektura Čou-kchou se člení na deset celků okresní úrovně, a sice dva městské obvody, jeden městský okres a sedm okresů.
| Čchuan-chuej Chuaj-jang okres · Fu-kou okres · Si-chua okres · Šang-šuej okres · Šen-čchiou okres · Tan-čcheng okres · Tchaj-kchang okres · Lu-i městský okres · Siang-čcheng |        |                       |             |                                         |
| Název | Název  | Počet obyvatel (2020) | Rozloha km² | Hustota zalidnění (obyv. na km²) (2020) |
| český přepis | znaky  | Počet obyvatel (2020) | Rozloha km² | Hustota zalidnění (obyv. na km²) (2020) |
| Městské obvody |        |                       |             |                                         |
| Čchuan-chuej | 川汇区 | 698 341               | 333         | 2 095                                   |
| Chuaj-jang | 淮阳区 | 1 022 322             | 1 333       | 767                                     |
| Městský okres |        |                       |             |                                         |
| Siang-čcheng | 项城市 | 973 197               | 1 080       | 901                                     |
| Okresy |        |                       |             |                                         |
| Fu-kou | 扶沟县 | 553 830               | 1 163       | 476                                     |
| Si-chua | 西华县 | 692 846               | 1 206       | 575                                     |
| Šang-šuej | 商水县 | 960 453               | 1 274       | 754                                     |
| Šen-čchiou | 沈丘县 | 956 631               | 1 083       | 883                                     |
| Tan-čcheng | 郸城县 | 1 057 093             | 1 492       | 709                                     |
| Tchaj-kchang | 太康县 | 1 152 685             | 1 756       | 656                                     |
| Lu-i | 鹿邑县 | 958 617               | 1 244       | 771                                     |
| |        |                       |             |                                         |
| Celkem | Celkem | 9 026 015             | 11 965      | 754                                     |